# SeaBus
Le SeaBus est un service de ferry uniquement ouvert aux passagers qui relie les villes de Vancouver et de North Vancouver à travers la baie Burrard, en Colombie-Britannique au Canada.
SeaBus appartient à TransLink et est exploité par la Coast Mountain Bus Company.

## Histoire

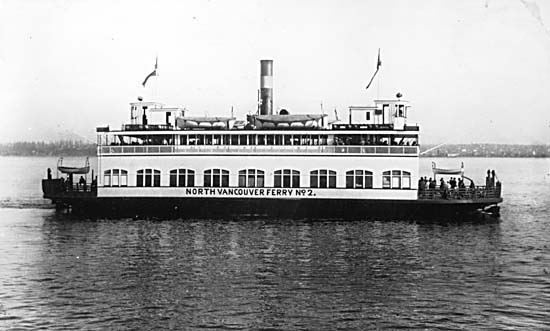
Le traversier North Vancouver Ferry №. 2 en 1911.

Il y avait des traversiers privés entre North Vancouver et Vancouver depuis les années 1860. Cependant, le premier service de traversiers prévus ne fut établi qu'en 1893 quand la Union Steamship Company, une société privée, a commencé un service de traversiers prévu  sous un contrat avec le gouvernement de North Vancouver. En 1899, le gouvernement de North Vancouver a pris brièvement la suite du service de traversiers avant de le transférer à North Vancouver Ferry and Power Company. En 1904, North Vancouver Ferry and Power Company a lancé un traversier qui portait des automobiles, North Vancouver Ferry №. 2. Pendant les jours de gloire, il y avait 5 bateaux traversant la Baie Burrard. Après la Deuxième Guerre mondiale et avec la popularisation des automobiles, le service de traversiers fut devenu de moins en moins populaire. Au 30e août 1958, le service de traversiers entre North Vancouver et Vancouver fut terminé,.
Pendant les années 1960, les gouvernements du niveau provincial et du niveau municipal ont fait des recherches sur la construction d'un réseau des autoroutes qui traversent les cités. Ce réseau ajoutera un tunnel passant sous la Baie Burrard. Cependant, la proposition du tunnel fut abandonnée ainsi que la proposition du réseau des autoroutes, grâce à l'opposition des citoyen[ne]s. Les fonds réservés pour le tunnel furent transférés à un projet de rétablir le service de traversiers entre North Vancouver et Vancouver. En 1975, la rétablissement du service de traversiers est devenu une priorité du projet de l'amélioration du transport du District régional du Grand Vancouver, qui a voulu construire un «système du transport orienté vers le transport en commun». Le 16 juin 1977, après un hiatus de 20 ans, le service de traversiers entre North Vancouver et Vancouver, portant le nouveau nom «SeaBus», fut relancé.

## Flotte

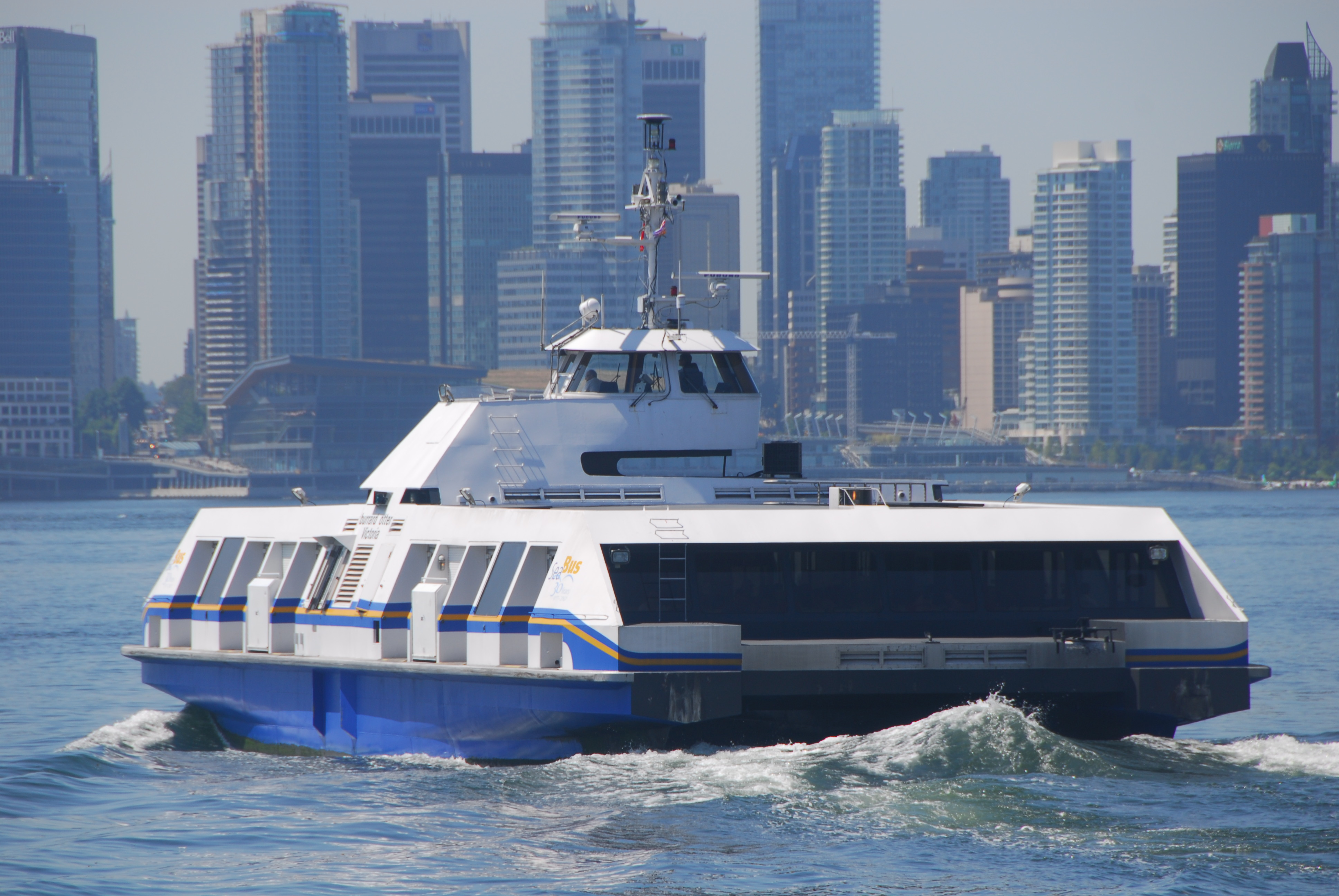
Le traversier MV Burrard Otter.

| Traversier                | Année et lieu de construction | Capacité | Status      |
| ------------------------- | ----------------------------- | -------- | ----------- |
| MV Burrard Beaver         | 1976, Vancouver               | 385      | En service  |
| MV Burrard Otter          | 1976, Victoria                | 385      | Démissionné |
| MV Burrard Pacific Breeze | 2009, Vancouver/Victoria      | 385      | En service  |
| MV Burrard Otter II       | 2014, Singapour               | 385      | En service  |